# یواس‌اس رنجر (اس‌پی-۲۳۷)
یواس‌اس رنجر (اس‌پی-۲۳۷) (به انگلیسی: USS Ranger (SP-237)) یک کشتی بود که طول آن ۱۳۳ فوت ۶ اینچ (۴۰٫۶۹ متر) بود. این کشتی در سال ۱۹۱۰ ساخته شد.